# El Rebollar (Valencia)
El Rebollar es una localidad perteneciente administrativamente al municipio de Requena en la Comunidad Valenciana, España. Perteneciente a la provincia de Valencia.
Se encuentra a 60,6 km de la ciudad de Valencia y a unos 8 de Requena.

## Sitios de interés
El Pico de El Tejo y La Herrada, con sus 1.250 m s. n. m., es el más importante del término municipal de Requena. Se puede ascender a la cima por un empinado camino, bien andando, en todoterreno o en bicicleta. Desde arriba las vistas son imponentes, y en días claros incluso se puede divisar el mar. Al sur se encuentra una de las más importantes masas boscosas de la comarca, la Herrada del Gallego. Es una amplia zona que se puede recorrer en parte con el coche. Tiene una importante reserva de caza, propiedad de la Generalidad Valenciana, donde ciervos y cabras montesas se reproducen en libertad.
El Aeródromo de Requena, no controlado, para aviación general y deportiva, con su pista asfaltada de 995x18m., en donde se encuentra la escuela de pilotos y la colección de aviones históricos en vuelo de la Fundación Aérea de la Comunidad Valenciana (FACV), además de, taller de mantenimiento autorizado, combustible, cafetería y restaurante.

## Fiestas y tradiciones
Las fiestas patronales se organizan en torno al 1 de mayo, en honor a la Virgen del Rosario, y se prolongan al fin de semana más cercano. En el verano también se celebran anualmente desde principios del siglo XXI fiestas hacia el final de julio o principio de agosto.

## Cómo llegar
- En coche, tomando desde la autovía A-3 la salida 297 "El Rebollar".
- En tren, con la Línea C-3 de Renfe Cercanías, bajando en la estación de "El Rebollar".
- En avión, al Aeródromo de Requena (LERE), no controlado, de aviación general y deportiva, con su pista asfaltada de 995x18m. ASPH. Orientación 30-12. Radio 123.325Mhz.